# Melampyrum carstiense
Melampyrum carstiense är en snyltrotsväxtart. Melampyrum carstiense ingår i släktet kovaller, och familjen snyltrotsväxter.

## Underarter
Arten delas in i följande underarter:
- M. c. carstiense
- M. c. tergestinum